# Lingue lampung
Le lingue lampung (o lingue lampungiche) sono un sottogruppo del ramo  maleo-polinesiaco della famiglia linguistica delle Lingue austronesiane.
Il gruppo è formata da lingue parlate sull'isola di Sumatra, in Indonesia.

## Classificazione
Per i linguisti Ross e Adelaar, le lingue lampung formano un sottogruppo delle Lingue maleo-polinesiache occidentalil, ma non tutti gli studiosi concordano sull'esistenza del gruppo.

## Lista delle lingue
Le lingue lampung sono :
- Lingua komering
- Lingua lampung pesisir o lampung api
- Lingua abung o lampung nyo

## Scrittura
Prima dell'introduzione dell'alfabeto latino, queste lingue venivano scritte utilizzando la scrittura rejang (o Kaganga).